# 써드 스타
《써드 스타》(영어: Third Star)는 2010년 공개된 영국의 드라마 영화이다.

## 출연

### 주연
- 톰 버크
- 베네딕트 컴버배치

### 조연
- JJ 페일드
- 애덤 로버트슨
- 니아 로버츠
- 에로스 블라호스
- 휴 보네빌
- 루퍼트 프레이저

## 기타
- 라인프로듀서: 케이트 데인
- 협력프로듀서: 애덤 로버트슨
- 미술: 리처드 캠프링
- 의상: 마리안느 아거토프트
- 배역: 캐서린 윌리스